# Cesare Pianasso
Cesare Pianasso (Cuorgnè, 23 gennaio 1966) è un politico italiano.

## Biografia
Dal 1995 al 2003 è stato vicesindaco del comune di Prascorsano, dove risiede. Dal 2004 è consigliere comunale. Dal 2009 al 2014 è stato consigliere della provincia di Torino.
Segretario della Lega Nord Canavese dal 2013, alle elezioni regionali in Piemonte del 2014 è candidato consigliere in provincia di Torino. Ottiene 1073 preferenze senza essere eletto.

### Elezione a senatore
Alle elezioni politiche del 2018 è eletto al Senato.